# Lijst van bestverkopende computerspellen
Dit is de lijst van bestverkopende computerspellen. Per platform worden de tien computerspellen die wereldwijd het meest verkocht zijn, opgesomd.

## Alleplatformen
| Rang | Titel                               | Platform         | Jaar | Aantal verkocht |
| ---- | ----------------------------------- | ---------------- | ---- | --------------- |
| 1    | Minecraft                           | Multiplatform    | 2009 | 300 miljoen     |
| 2    | Grand Theft Auto V                  | Multiplatform    | 2013 | 210 miljoen     |
| 3    | Tetris (EA Mobile)                  | Mobiele telefoon | 2006 | 100 miljoen     |
| 4    | Wii Sports                          | Wii              | 2006 | 82,88 miljoen   |
| 5    | PlayerUnknown's Battlegrounds       | Multiplatform    | 2017 | 60 miljoen      |
| 6    | Super Mario Bros.                   | Multiplatform    | 1985 | 48,24 miljoen   |
| 7    | Pokémon Red / Green / Blue / Yellow | Game Boy         | 1996 | 47,52 miljoen   |
| 8    | Wii Fit en Wii Fit Plus             | Wii              | 2007 | 43,80 miljoen   |
| 9    | Tetris (Nintendo)                   | Game Boy / NES   | 1989 | 43 miljoen      |
| 10   | Mario Kart Wii                      | Wii              | 2008 | 37,24 miljoen   |
| 11   | Mario Kart 8 / Deluxe               | Wii U / Switch   | 2014 | 33,22 miljoen   |
| 12   | Wii Sports Resort                   | Wii              | 2009 | 33,11 miljoen   |
| 13   | Red Dead Redemption 2               | Multiplatform    | 2018 | 31 miljoen      |
| 14   | New Super Mario Bros.               | Nintendo DS      | 2006 | 30,80 miljoen   |
| 15   | Terraria                            | Multiplatform    | 2011 | 30,30 miljoen   |
| 16   | New Super Mario Bros. Wii           | Wii              | 2009 | 30,28 miljoen   |
| 17   | The Elder Scrolls V: Skyrim         | Multiplatform    | 2011 | 30 miljoen      |
| 18   | Diablo III en Reaper of Souls       | Multiplatform    | 2012 | 30 miljoen      |
| 19   | Pokémon Gold / Silver / Crystal     | Game Boy Color   | 1999 | 29,49 miljoen   |
| 20   | Duck Hunt                           | NES              | 1984 | 28,30 miljoen   |

## Pc
| Rang | Titel                                  | Jaar | Aantal verkocht |
| ---- | -------------------------------------- | ---- | --------------- |
| 1    | De Sims 3                              | 2009 | 8,02 miljoen    |
| 2    | World of Warcraft                      | 2004 | 6,32 miljoen    |
| 3    | Diablo III                             | 2012 | 5,23 miljoen    |
| 4    | Microsoft Flight Simulator             | 1996 | 5,12 miljoen    |
| 5    | StarCraft II: Wings of Liberty         | 2010 | 4,87 miljoen    |
| 6    | Warcraft II: Tides of Darkness         | 1995 | 4,21 miljoen    |
| 7    | Half-Life                              | 1997 | 4,12 miljoen    |
| 8    | World of Warcraft: The Burning Crusade | 2007 | 4,09 miljoen    |
| 9    | The Elder Scrolls V: Skyrim            | 2011 | 3,98 miljoen    |
| 10   | The Sims: Beestenboel                  | 2002 | 3,76 miljoen    |

## PlayStation
| Rang | Titel                                  | Jaar | Aantal verkocht |
| ---- | -------------------------------------- | ---- | --------------- |
| 1    | Gran Turismo                           | 1997 | 10,95 miljoen   |
| 2    | Final Fantasy VII                      | 1997 | 9,72 miljoen    |
| 3    | Gran Turismo 2                         | 1999 | 9,49 miljoen    |
| 4    | Final Fantasy VIII                     | 1999 | 7,86 miljoen    |
| 5    | Crash Bandicoot 2: Cortex Strikes Back | 1997 | 7,58 miljoen    |
| 6    | Tekken 3                               | 1998 | 7,16 miljoen    |
| 7    | Crash Bandicoot 3: Warped              | 1998 | 7,13 miljoen    |
| 8    | Crash Bandicoot                        | 1996 | 6,82 miljoen    |
| 9    | Driver                                 | 1999 | 6,27 miljoen    |
| 10   | Metal Gear Solid                       | 1998 | 6,03 miljoen    |

## PlayStation 2
| Rang | Titel                         | Jaar | Aantal verkocht |
| ---- | ----------------------------- | ---- | --------------- |
| 1    | Grand Theft Auto: San Andreas | 2004 | 20,81 miljoen   |
| 2    | Grand Theft Auto: Vice City   | 2002 | 16,15 miljoen   |
| 3    | Gran Turismo 3                | 2001 | 14,98 miljoen   |
| 4    | Grand Theft Auto III          | 2001 | 13,10 miljoen   |
| 5    | Gran Turismo 4                | 2004 | 11,66 miljoen   |
| 6    | Final Fantasy X               | 2001 | 8,05 miljoen    |
| 7    | Need for Speed: Underground   | 2003 | 7,20 miljoen    |
| 8    | Need for Speed: Underground 2 | 2004 | 6,90 miljoen    |
| 9    | Medal of Honor: Frontline     | 2002 | 6,83 miljoen    |
| 10   | Kingdom Hearts                | 2002 | 6,40 miljoen    |

## PlayStation 3
| Rang | Titel                          | Jaar | Aantal verkocht |
| ---- | ------------------------------ | ---- | --------------- |
| 1    | Grand Theft Auto V             | 2013 | 21,31 miljoen   |
| 2    | Call of Duty: Black Ops II     | 2012 | 13,80 miljoen   |
| 3    | Call of Duty: Modern Warfare 3 | 2011 | 13,32 miljoen   |
| 4    | Call of Duty: Black Ops        | 2010 | 12,65 miljoen   |
| 5    | Gran Turismo 5                 | 2010 | 10,70 miljoen   |
| 6    | Call of Duty: Modern Warfare 2 | 2009 | 10,60 miljoen   |
| 7    | Grand Theft Auto IV            | 2008 | 10,52 miljoen   |
| 8    | Call of Duty: Ghosts           | 2013 | 9,38 miljoen    |
| 9    | FIFA 13                        | 2012 | 8,17 miljoen    |
| 10   | Battlefield 3                  | 2011 | 7,18 miljoen    |

## PlayStation 4
| Rang | Titel                          | Jaar | Aantal verkocht |
| ---- | ------------------------------ | ---- | --------------- |
| 1    | Grand Theft Auto V             | 2014 | 16,24 miljoen   |
| 2    | Call of Duty: Black Ops III    | 2015 | 15,10 miljoen   |
| 3    | FIFA 17                        | 2016 | 11,23 miljoen   |
| 4    | Uncharted 4: A Thief's End     | 2016 | 9,57 miljoen    |
| 5    | FIFA 16                        | 2015 | 8,66 miljoen    |
| 6    | Star Wars Battlefront          | 2015 | 8,53 miljoen    |
| 7    | Fallout 4                      | 2015 | 7,85 miljoen    |
| 8    | Call of Duty: Advanced Warfare | 2014 | 7,70 miljoen    |
| 9    | Call of Duty: Infinite Warfare | 2016 | 7,68 miljoen    |
| 10   | Battlefield 1                  | 2016 | 7,23 miljoen    |

## PlayStation 5
| Rang | Titel                       | Jaar | Aantal verkocht |
| ---- | --------------------------- | ---- | --------------- |
| 1    | Spider-Man 2                | 2023 | 11 miljoen      |
| 2    | Black Myth: Wukong          | 2024 | 5 miljoen       |
| 3    | Ratchet & Clank: Rift Apart | 2021 | 3,9 miljoen     |
| 4    | Elden Ring                  | 2022 | 3,7 miljoen     |
| 5    | Final Fantasy XVI           | 2023 | 3 miljoen       |
| 6    | Final Fantasy VII Rebirth   | 2024 | 2 miljoen       |
| 7    | Stellar Blade               | 2024 | 2 miljoen       |
| 8    | Demon's Souls               | 2020 | 1,8 miljoen     |
| 9    | Astro Bot                   | 2024 | 1,5 miljoen     |
| 10   | Forza Horizon 5             | 2025 | 1,4 miljoen     |

Bron: en-wiki (stand: 4 augustus 2025)

## Nintendo DS
| Rang | Titel                                                  | Jaar | Aantal verkocht |
| ---- | ------------------------------------------------------ | ---- | --------------- |
| 1    | New Super Mario Bros.                                  | 2006 | 30,80 miljoen   |
| 2    | Nintendogs                                             | 2005 | 24,67 miljoen   |
| 3    | Mario Kart DS                                          | 2005 | 23,23 miljoen   |
| 4    | Dr. Kawashima's Brain Training: Hoe oud is jouw brein? | 2005 | 20,15 miljoen   |
| 5    | Pokémon Diamond en Pearl                               | 2006 | 18,25 miljoen   |
| 6    | Brain Age 2: More Training in Minutes a Day            | 2005 | 15,29 miljoen   |
| 7    | Pokémon Black en White                                 | 2010 | 15,15 miljoen   |
| 8    | Animal Crossing: Wild World                            | 2005 | 12,13 miljoen   |
| 9    | Pokémon HeartGold en SoulSilver                        | 2009 | 11,77 miljoen   |
| 10   | Super Mario 64 DS                                      | 2004 | 10,30 miljoen   |

## Nintendo 3DS
| Rang | Titel                                | Jaar | Aantal verkocht |
| ---- | ------------------------------------ | ---- | --------------- |
| 1    | Mario Kart 7                         | 2011 | 18,95 miljoen   |
| 2    | Pokémon X en Y                       | 2013 | 16,58 miljoen   |
| 3    | Pokémon Sun en Moon                  | 2016 | 16,27 miljoen   |
| 4    | Pokémon Omega Ruby en Alpha Sapphire | 2014 | 14,46 miljoen   |
| 5    | New Super Mario Bros. 2              | 2012 | 13,39 miljoen   |
| 6    | Animal Crossing: New Leaf            | 2012 | 12,97 miljoen   |
| 7    | Super Mario 3D Land                  | 2011 | 12,84 miljoen   |
| 8    | Super Smash Bros. voor 3DS en Wii U  | 2014 | 9,63 miljoen    |
| 9    | Pokémon Ultra Sun en Moon            | 2017 | 9,04 miljoen    |
| 10   | Tomodachi Life                       | 2013 | 6,68 miljoen    |

Stand op 30 september 2021

## Nintendo Switch
| Rang | Titel                                     | Jaar | Aantal verkocht |
| ---- | ----------------------------------------- | ---- | --------------- |
| 1    | Mario Kart 8 Deluxe                       | 2017 | 68,20 miljoen   |
| 2    | Animal Crossing: New Horizons             | 2020 | 47,82 miljoen   |
| 3    | Super Smash Bros. Ultimate                | 2018 | 36,24 miljoen   |
| 4    | The Legend of Zelda: Breath of the Wild   | 2017 | 32,81 miljoen   |
| 5    | Super Mario Odyssey                       | 2017 | 29,28 miljoen   |
| 6    | Pokémon Scarlet en Violet                 | 2022 | 26,79 miljoen   |
| 7    | Pokémon Sword en Shield                   | 2019 | 26,72 miljoen   |
| 8    | The Legend of Zelda: Tears of the Kingdom | 2023 | 21,73 miljoen   |
| 9    | Super Mario Party                         | 2018 | 21,16 miljoen   |
| 10   | New Super Mario Bros. U Deluxe            | 2019 | 18,25 miljoen   |

Stand op 31 maart 2025

## Wii
| Rang | Titel                     | Jaar | Aantal verkocht |
| ---- | ------------------------- | ---- | --------------- |
| 1    | Wii Sports                | 2006 | 82,54 miljoen   |
| 2    | Mario Kart Wii            | 2008 | 37,14 miljoen   |
| 3    | Wii Sports Resort         | 2009 | 32,79 miljoen   |
| 4    | Wii Play                  | 2006 | 28,92 miljoen   |
| 5    | New Super Mario Bros. Wii | 2009 | 28,40 miljoen   |
| 6    | Wii Fit                   | 2007 | 22,70 miljoen   |
| 7    | Wii Fit Plus              | 2009 | 21,79 miljoen   |
| 8    | Super Smash Bros. Brawl   | 2008 | 12,88 miljoen   |
| 9    | Super Mario Galaxy        | 2007 | 11,36 miljoen   |
| 10   | Just Dance 3              | 2011 | 10,12 miljoen   |

## Wii U
| Rang | Titel                                  | Jaar | Aantal verkocht |
| ---- | -------------------------------------- | ---- | --------------- |
| 1    | Mario Kart 8                           | 2014 | 8,46 miljoen    |
| 2    | Super Mario 3D World                   | 2013 | 5,88 miljoen    |
| 3    | New Super Mario Bros. U                | 2012 | 5,81 miljoen    |
| 4    | Super Smash Bros. voor 3DS en Wii U    | 2014 | 5,38 miljoen    |
| 5    | Nintendo Land                          | 2012 | 5,20 miljoen    |
| 6    | Splatoon                               | 2015 | 4,95 miljoen    |
| 7    | Super Mario Maker                      | 2015 | 4,02 miljoen    |
| 8    | New Super Luigi U                      | 2013 | 3,07 miljoen    |
| 9    | The Legend of Zelda: The Wind Waker HD | 2013 | 2,35 miljoen    |
| 10   | Mario Party 10                         | 2015 | 2,26 miljoen    |

Stand op 30 september 2021

## Xbox
| Rang | Titel                                   | Jaar | Aantal verkocht |
| ---- | --------------------------------------- | ---- | --------------- |
| 1    | Halo 2                                  | 2004 | 8,49 miljoen    |
| 2    | Halo: Combat Evolved                    | 2001 | 6,43 miljoen    |
| 3    | Tom Clancy's Splinter Cell              | 2002 | 3,02 miljoen    |
| 4    | The Elder Scrolls III: Morrowind        | 2002 | 2,86 miljoen    |
| 5    | Fable                                   | 2004 | 2,66 miljoen    |
| 6    | Grand Theft Auto Double Pack            | 2003 | 2,49 miljoen    |
| 7    | Need for Speed: Underground 2           | 2004 | 2,28 miljoen    |
| 8    | Star Wars: Knights of the Old Republic  | 2003 | 2,19 miljoen    |
| 9    | Project Gotham Racing                   | 2001 | 2,12 miljoen    |
| 10   | Project Gotham Racing (JP weekly sales) | 2002 | 2,10 miljoen    |

## Xbox 360
| Rang | Titel                          | Jaar | Aantal verkocht |
| ---- | ------------------------------ | ---- | --------------- |
| 1    | Kinect Adventures!             | 2010 | 21,95 miljoen   |
| 2    | Grand Theft Auto V             | 2013 | 16,43 miljoen   |
| 3    | Call of Duty: Modern Warfare 3 | 2011 | 14,81 miljoen   |
| 4    | Call of Duty: Black Ops        | 2010 | 14,73 miljoen   |
| 5    | Call of Duty: Black Ops II     | 2012 | 13,75 miljoen   |
| 6    | Call of Duty: Modern Warfare 2 | 2009 | 13,51 miljoen   |
| 7    | Halo 3                         | 2007 | 12,12 miljoen   |
| 8    | Grand Theft Auto IV            | 2008 | 11,05 miljoen   |
| 9    | Call of Duty: Ghosts           | 2013 | 10,30 miljoen   |
| 10   | Halo: Reach                    | 2010 | 9,95 miljoen    |

## Xbox One
| Rang | Titel                          | Jaar | Aantal verkocht |
| ---- | ------------------------------ | ---- | --------------- |
| 1    | Call of Duty: Black Ops III    | 2015 | 7,38 miljoen    |
| 2    | Grand Theft Auto V             | 2014 | 7,04 miljoen    |
| 3    | Call of Duty: Advanced Warfare | 2014 | 5,29 miljoen    |
| 4    | Battlefield 1                  | 2016 | 4,90 miljoen    |
| 5    | Halo 5: Guardians              | 2015 | 4,85 miljoen    |
| 6    | Fallout 4                      | 2015 | 4,63 miljoen    |
| 7    | Call of Duty: Infinite Warfare | 2016 | 4,60 miljoen    |
| 8    | Star Wars Battlefront          | 2015 | 4,19 miljoen    |
| 9    | Minecraft                      | 2014 | 4,12 miljoen    |
| 10   | FIFA 17                        | 2016 | 4,06 miljoen    |

## Xbox Series
| Rang | Titel                          | Jaar | Aantal verkocht |
| ---- | ------------------------------ | ---- | --------------- |
| 1    | Call of Duty: Modern Warfare 2 | 2022 | -               |
| 2    | Elden Ring                     | 2022 | -               |